# John Landen
John Landen, född 1719, död 1790, var en engelsk matematiker.

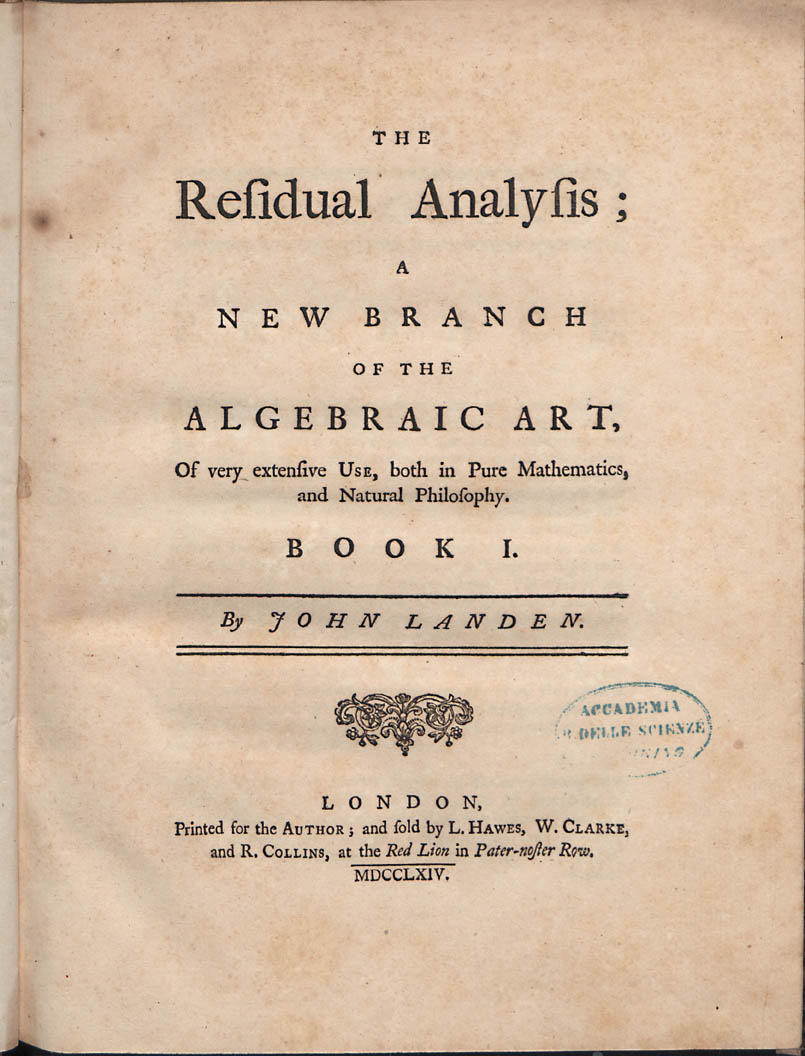
The residual analysis, 1764

Landen idkade en ganska omfattande matematisk författarverksamhet, som förskaffade honom ledamotskap i Royal Society i London (1766). Han var den förste som visade, att en elliptisk integral genom en enkel algebraisk substitution kan transformeras till en annan elliptisk integral med en ny modul, som är en algebraisk funktion av den ursprungliga. Denna sats, som efter upptäckaren kallas Landenska transformationssatsen, bildade utgångspunkten för viktiga undersökningar inom teorin för de elliptiska integralerna; dock verkar Landen själv inte fullt ha insett dess stora betydelse. 
För övrigt sysselsatte Landen sig med flera andra frågor, till exempel summation av serier och integration av differentialekvationer. Han försökte även, fast med liten framgång, att i stället för differential- och integralräkningen införa en annan, enligt hans åsikt på bättre grunder stödd kalkyl, vilken han kallade residual analysis.